# Jana Andresíková
Jana Andresíková (Kroměříž, 1941. április 2. – Mělník, 2020. október 19.) cseh színésznő.

## Fontosabb filmjei
Mozifilmek
- Macskákat nem veszünk fel (Kočky neberem) (1967, hang)
- A tréfa (Žert) (1969, hang)
- Világfiak (Světáci) (1969)
- Szétlőtt vasárnap (Zabitá neděle) (1969, hang)
- Valéria és a csodák hete (Valerie a týden divů) (1970)
- Halott szemek tanúvallomása (Svědectví mrtvých očí) (1971)
- ...és üdvözlöm a fecskéket (...a pozdravuji vlaštovky) (1972)
- A halál válogat (Smrt si vybírá) (1973)
- Végre megértjük egymást (Konečně si rozumíme) (1977)
- Kacsavadászat (Past na kachnu) (1978)
- Kölcsön vagy ajándék (Causa Králík) (1980)
- Péntek nem ünnep (Pátek není svátek) (1980)
- Napos park (Cesta kolem mé hlavy) (1985)
- Kakukk a sötét erdőben (Kukačka v temném lese) (1985)
- A halált a hangyák hozzák (Mravenci nesou smrt) (1986)

Tv-sorozatok
- Arabela (1979, hat epizódban)
- Zeman őrnagy (30 případů majora Zemana) (1980, egy epizódban)
- Kórház a város szélén (Nemocnice na kraji mesta) (1981, két epizódban)
- Arabela visszatér (Arabela se vrací) (1993, 20 epizódban)